# Нектар (сахаристый сок)

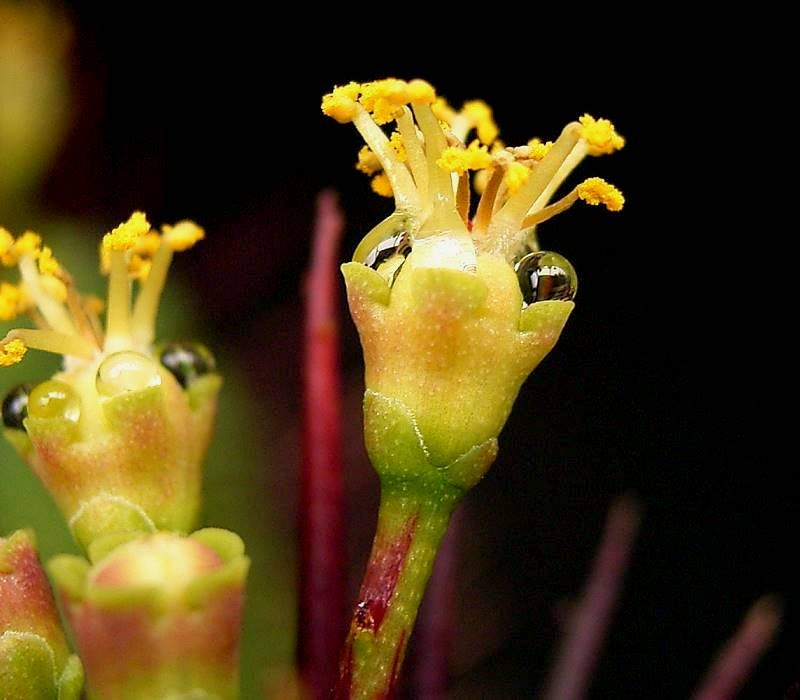
Нектар на цветках Euphorbia enopla

Некта́р — богатый сахарами сок, выделяемый медовыми железами различных растений (которые могут находиться как в цветках, так и вне их). По своему составу нектары представляют собой водные растворы сахарозы, глюкозы, фруктозы, мальтозы с небольшим содержанием кислот (чаще аспарагиновой и глютаминовой), спиртов, минеральных солей, ферментов и различных сложных ароматических веществ.

## Состав
Примеры растений с количеством сахаро́в в их нектаре:
- Яблоня — 46—53 %.
- Вишня — 46—49 %.
- Малина — 35—64 %.
- Крыжовник — 35—42 %.
- Красная смородина — 32—40 %.
- Чёрная смородина — 22—37 %.

Нектар конского каштана содержит только сахарозу, рапса — только глюкозу и фруктозу. В среднем в нектаре преобладающими видами сахаров являются сахароза и фруктоза. Цветки различных растений вырабатывают разное количество нектара, например, цветок малины выделяет по крайней мере в два раза больше нектара, однако когда рассчитывают количество производимого растениями нектара на определённой площади, учитывают также количество цветков. Нектары некоторых растений содержат токсичные вещества и ядовиты (например, волчеягодник, рододендрон, багульник, азалия, чемерица и др.), при этом нектар некоторых ядовитых растений относительно безопасен (белена, болиголов, олеандр, наперстянка и др.).
В одном цветке княжика сибирского может скапливаться 90 мг нектара, у гвоздики пышной — до 44 мг:62.

## Нектар как связующее звено коэволюции растений и животных
Нектар является пищей для многих насекомых (особенно пчёл, шмелей, ос и бабочек). Медоносные пчёлы переносят нектар в соты улья, производя мёд.
Цветковые растения вырабатывают нектар, поощряя опыление их различными животными — кроме насекомых это могут быть даже птицы (колибри), сумчатые медоеды и некоторые виды летучих мышей. Если посетитель цветка кормится нектаром без опыления, то такая практика называется кражей нектара. Некоторые акации не только дают приют муравьям, но и выделяют для них нектар, так как те защищают их от травоядных.